# Chalo-Saint-Mars
Chalo-Saint-Mars ist eine französische Gemeinde mit 1.042 Einwohnern (Stand: 1. Januar 2022) im Département Essonne in der Region Île-de-France. Sie gehört zum Arrondissement Étampes und ist Teil des Kantons Étampes.
Die Einwohner werden Chaloins genannt. 

## Geographie
Chalo-Saint-Mars liegt etwa 51 Kilometer südsüdwestlich von Paris am Chalouette.

### Nachbargemeinden
Umgeben ist Chalo-Saint-Mars von den Nachbargemeinden Boutervilliers im Norden, Saint-Hilaire im Norden und Nordosten, Étampes im Osten und Nordosten, Guillerval im Südosten, Chalou-Moulineux im Süden, Congerville-Thionville im Südwesten, Mérobert im Westen sowie Plessis-Saint-Benoist im Nordwesten.

## Bevölkerungsentwicklung
| Jahr      | 1962 | 1968 | 1975 | 1982 | 1990 | 1999 | 2006 | 2013 |
| Einwohner | 826  | 845  | 873  | 978  | 1036 | 1094 | 1137 | 1165 |

## Sehenswürdigkeiten
- Kirche Saint-Médard, Monument historique seit 1926
- Schloss Le Grand Saint-Mars aus dem 19. Jahrhundert mit Kapelle, Monument historique seit 1990
- Herrenhaus und Kapelle von Le Tronchet aus dem 17./18. Jahrhundert, Monument historique seit 1975

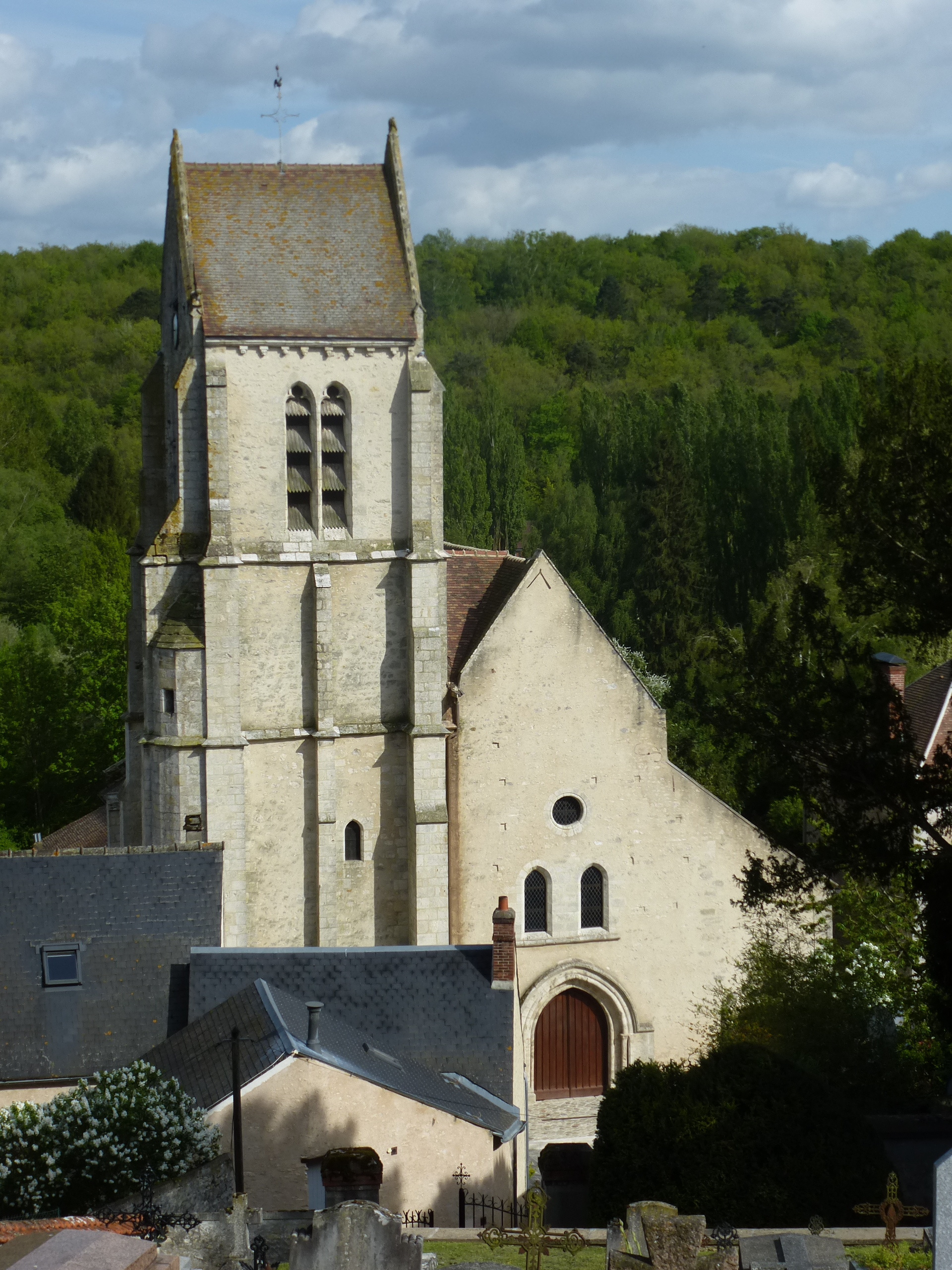
Kirche Saint-Médard
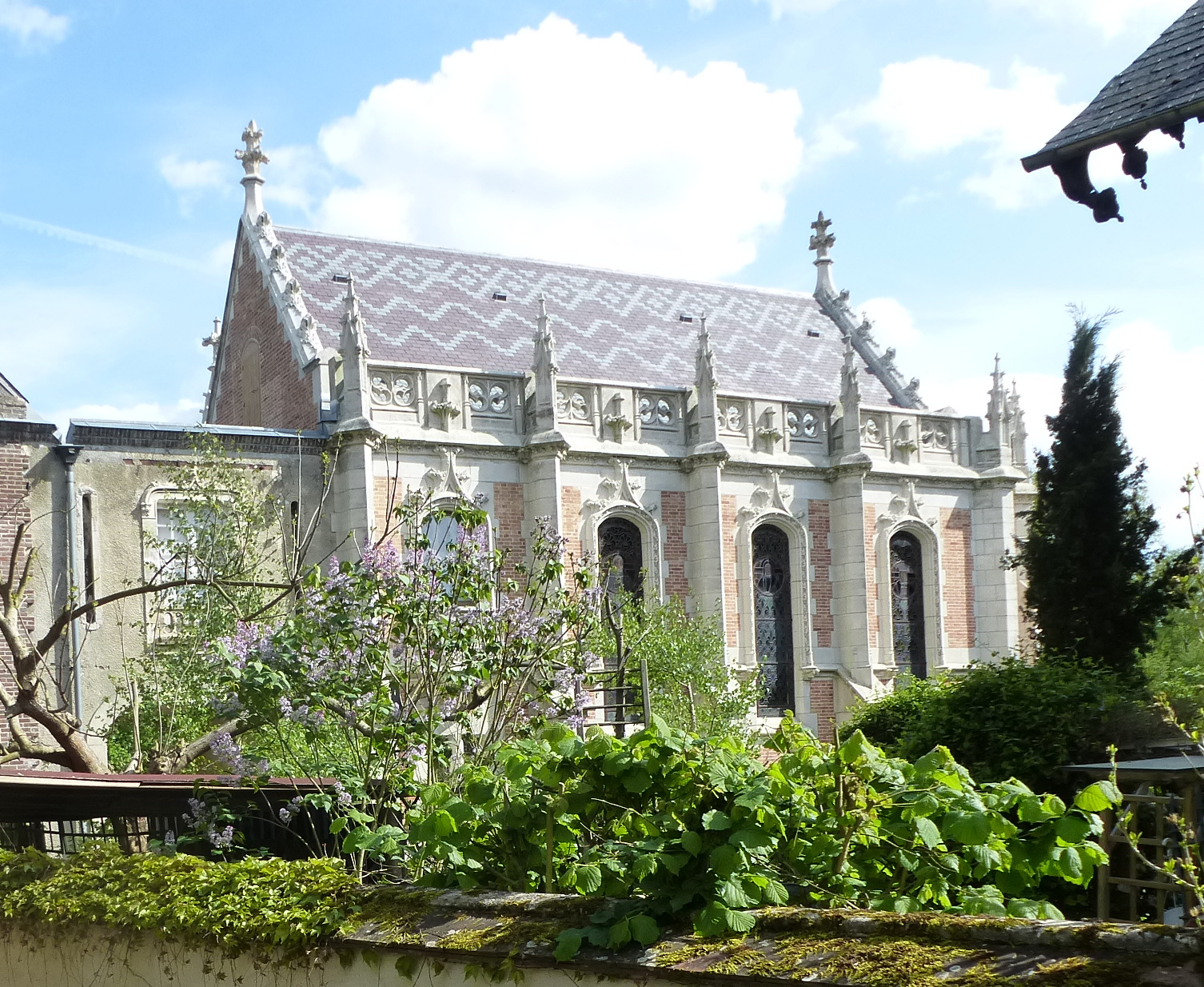
Kapelle des Schlosses Le Grand Saint-Mars
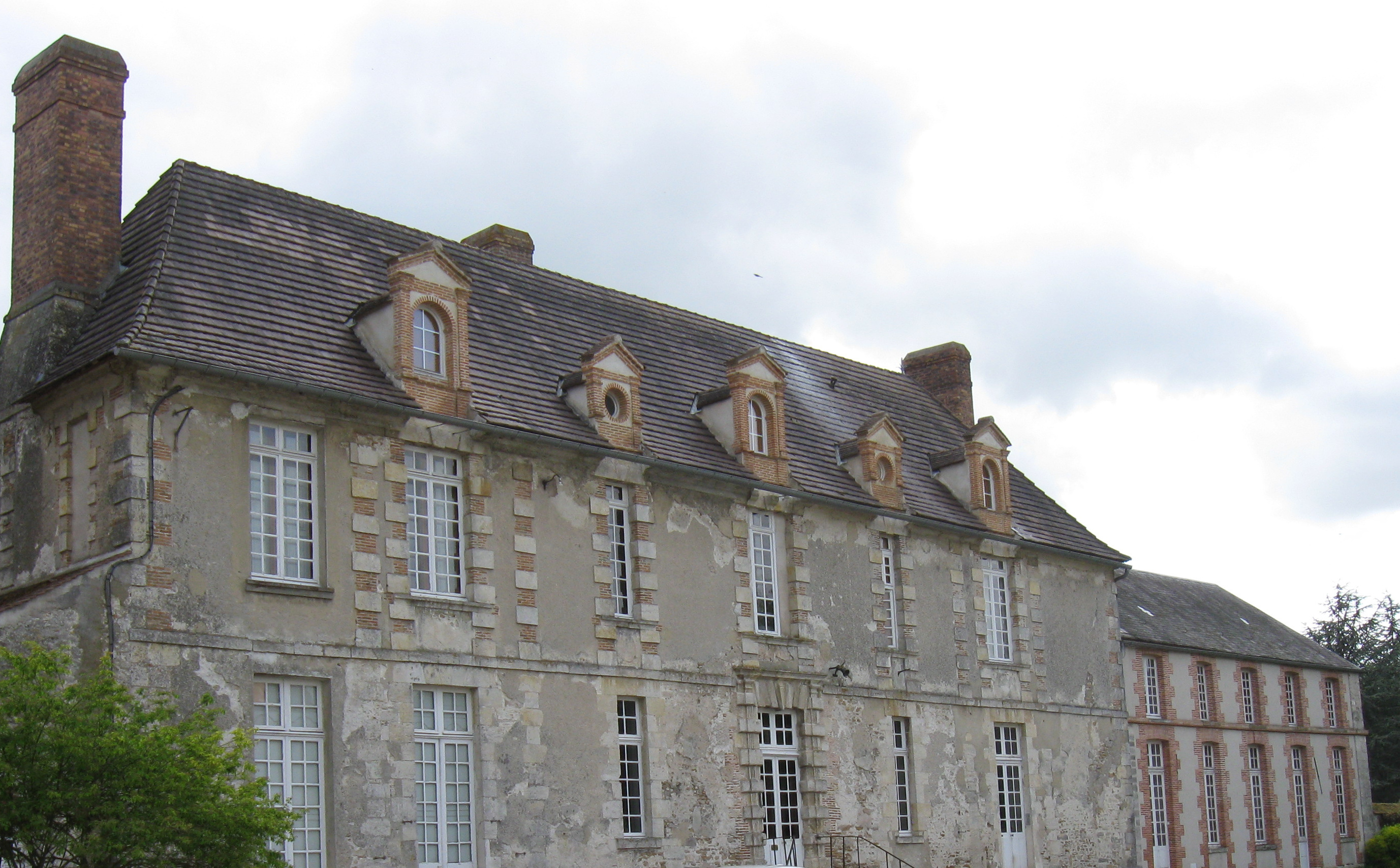
Herrenhaus Le Tronchet